# Steirodiscus speciosus
Steirodiscus speciosus là một loài thực vật có hoa trong họ Cúc. Loài này được (Pillans) B.Nord. miêu tả khoa học đầu tiên năm 1969.